# BellSouth
La BellSouth Corporation è un'azienda di telecomunicazioni statunitense con sede ad Atlanta.

## Storia
L'azienda nacque nel 1984 in seguito allo smembramento della vecchia AT&T dopo un'ordinanza del Dipartimento di Giustizia degli Stati Uniti.
Nel 2006 la nuova AT&T, nata dalla fusione tra SBC (ex Southwestern Bell Corporation, "sorella" di BellSouth) e la vecchia AT&T, ha riacquisito BellSouth per 86 miliardi di dollari.